# Lucas Till
Lucas Daniel Till (Fort Hood, 10 agosto 1990) è un attore statunitense.
È noto soprattutto per aver recitato il ruolo di Havok nella saga cinematografica degli X-Men e di Angus "Mac" MacGyver nell'omonima serie televisiva.

## Biografia
Pur essendo nato a Fort Hood, Texas, ha trascorso la maggior parte della sua infanzia nella periferia di Atlanta, in Georgia. Lucas inizia la sua carriera cinematografica grazie alla serie televisiva Dr. House - Medical Division, interpretando il paziente in un episodio. Nell'estate del 2008 gira, affiancando Miley Cyrus, la trasposizione cinematografica della serie televisiva Hannah Montana: Hannah Montana: The Movie, che lo impegnerà nelle varie promozioni statunitensi del film assieme alla collega Miley e a Emily Osment. Ha partecipato al video di Taylor Swift intitolato: You Belong With Me.
Nel 2011 interpreta il ruolo di Havok nel film della Marvel X-Men - L'inizio, riprendendo poi lo stesso ruolo nei film X-Men - Giorni di un futuro passato e X-Men - Apocalisse. Nel 2013 recita nel film Il potere dei soldi di Robert Luketic, mentre nel 2014 l'attore diventa uno dei protagonisti del film Kristy, recitando al fianco di Ashley Greene. Nel 2016 interpreta Angus MacGyver protagonista del reboot dell'omonima serie televisiva MacGyver.

## Filmografia

### Cinema
- The Adventures of Ociee Nash, regia di Kristen McGary (2003)
- The Lovesong of Edwerd J. Robble, regia di Alex Orr – cortometraggio (2003)
- Pee Shy, regia di Deb Hagan – cortometraggio (2004)
- Lightning Bug, regia di Robert Green Hall (2004)
- Quando l'amore brucia l'anima - Walk the Line (Walk the Line), regia di James Mangold (2005)
- Fuga dall'Inferno - L'altra dimensione dell'amore (The Other Side), regia di Gregg Bishop (2006)
- Dance of the Dead, regia di Gregg Bishop (2008)
- Laid To Rest, regia di Robert Green Hall (2009)
- Hannah Montana: The Movie, regia di Peter Chelsom (2009)
- The Lost & Found Family, regia di Barnet Bain (2009)
- Operazione Spy Sitter (The Spy Next Door), regia di Brian Levant (2010)
- World Invasion (Battle: Los Angeles), regia di Chris Bertolini (2011)
- X-Men - L'inizio (X-Men: First Class), regia di Matthew Vaughn (2011)
- Vs, regia di Jason Trost (2011)
- Someone Like You, regia di Jason Trost – cortometraggio (2012)
- Dark Hearts, regia di Rudolf Buitendach (2012)
- Stoker, regia di Park Chan-wook (2013)
- Il potere dei soldi (Paranoia), regia di Robert Luketic (2013)
- Crush, regia di Malik Bader (2013)
- Wet and Reckless, regia di Jason Trost (2013)
- Wolves, regia di David Hayter (2014)
- X-Men - Giorni di un futuro passato (X-Men: Days of Future Past), regia di Bryan Singer (2014)
- Kristy, regia di Oliver Blackburn (2014)
- Bravetown, regia di Daniel Duran (2015)
- The Curse of Downers Grove, regia di Derick Martini (2015)
- X-Men - Apocalisse (X-Men: Apocalypse), regia di Bryan Singer (2016)
- The Disappointments Room, regia di D. J. Caruso (2016)
- Monster Trucks, regia di Chris Wedge (2016)
- Il colore della libertà (Son of the South), regia di Barry Alexander Brown (2021)
- The Collective, regia di Tom DeNucci (2023)

### Televisione
- Più forte del pregiudizio (Not Like Everyone Else?), regia di Tom McLoughlin – film TV (2006)
- Dr. House - Medical Division (House, M.D.) – serie TV, episodio 5x11 (2008)
- Medium – serie TV, episodio 5x02 (2009)
- Fear Clinic – serie TV, episodi 1x01-1x02 (2009)
- Blue Mountain State – serie TV, episodio 1x07 (2010)
- MacGyver – serie TV, 94 episodi (2016-2021)

### Videoclip
- You Belong with Me di Taylor Swift (2008)

## Doppiatori italiani
Nelle versioni in italiano dei suoi film, Lucas Till è stato doppiato da:
- Davide Perino in X-Men - L'inizio, X-Men - Giorni di un futuro passato, X-Men - Apocalisse
- Flavio Aquilone in Kristy, Crush
- Alessandro Campaiola in Monster Trucks, The Collective
- Emanuele Ruzza in MacGyver, Il colore della libertà
- Alessio Nissolino in Dr. House - Medical Division
- Fabrizio De Flaviis in Hannah Montana: The Movie
- Daniele Raffaeli in Il potere dei soldi
- Marco Bassetti in Stoker